# جين تو كين (مانغا)
جين تو كين (باليابانية: 銀と金، بالروماجي: Gin to Kin)
(بالإنجليزية: Silver and Gold) هي سلسلة مانغا يابانية من تأليف ورسم فوكوموتو نوبويوكي. نشرت من قبل فوتاباشا في مجلة أكشن بيزاز، منذ عام 1992 حتى عام 1996، تم تجميع فصول المانغا في 11 مجلد تانكوبون. اقتبست إلى مسلسل دارمي من قبل استوديو Dai-Ei TV Film. عرض في 7 يناير عام 2017 واستمر عرضه حتى 25 مارس عام 2017 على تلفزيون طوكيو، وتكون من 12حلقة.

## القصة
تدور أحداث القصة عن رجال يعيشون في عالم الجريمة، بما في ذلك حروب الأسهم المضاربات والصفقات السرية مع السياسيين، وصراعات البقاء المميتة ضد القتلة المأجوزيين والمجانين، وألعاب القمار التي اشتهر بها فوكوموتو.

## وصلات خارجية
- جين تو كين (مانغا) على موقع قاعدة بيانات الفيلم (الإنجليزية)